# Célula piramidal

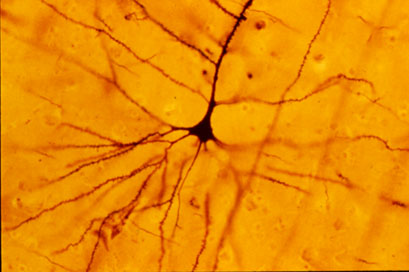
Um neurônio piramidal de um neocórtex humano visualizado usando a técnica de Golgi. Note o dendrito apical estendendo-se verticalmente sobre o soma e os numerosos dendritos basais irradiando-se lateralmente a partir da base do corpo celular.

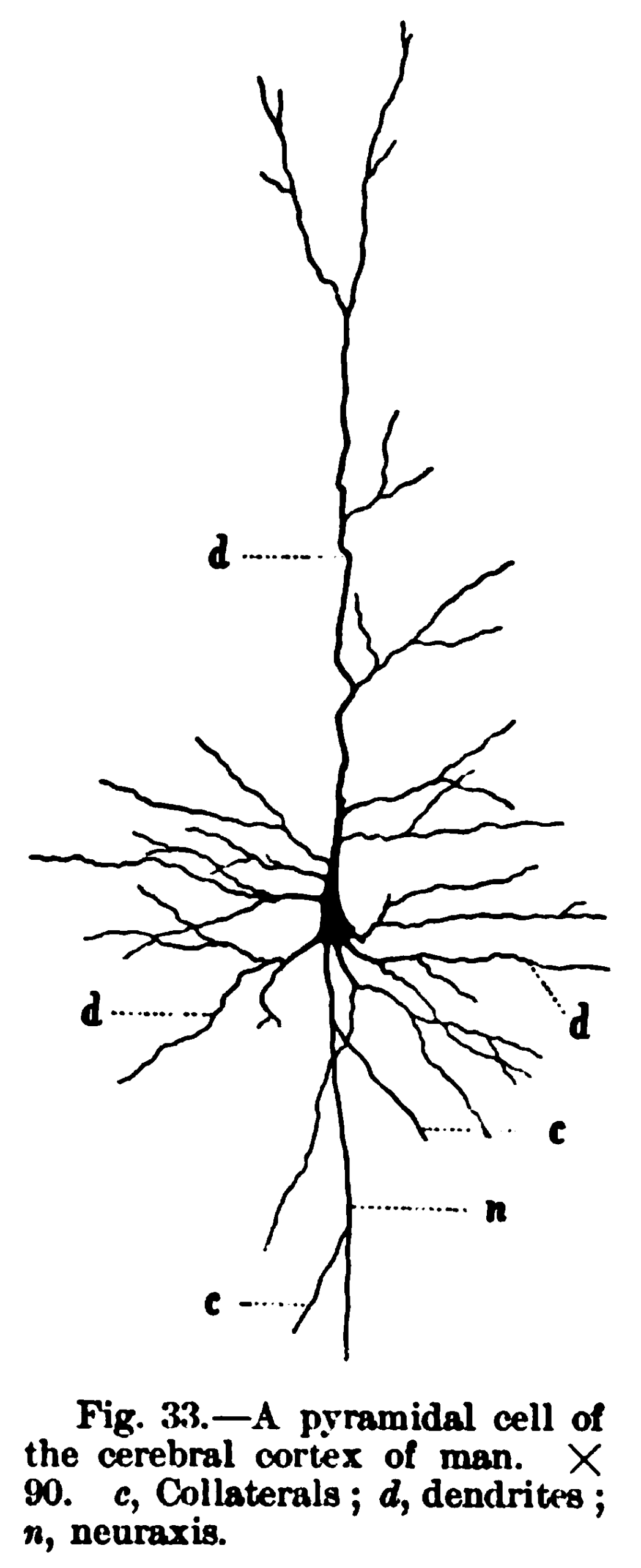
Uma célula piramidal de um córtex humano

Neurônio piramidal (célula piramidal) é um tipo de neurônio encontrado em áreas do cérebro tais como: córtex cerebral, hipocampo e amígdala. O neurônio piramidal é o principal neurônio excitatório do córtex cerebral, sendo ele o tipo mais abundante e também, a principal referência cortical. Células piramidais foram descobertas e estudadas pelo histologista Santiago Ramón y Cajal.

## Morfologia
O neurônio piramidal é composto por um soma, ou corpo celular, com forma triangular, um único axônio, um dendrito apical longo e múltiplos dendritos basais. Possui, também, espinhas dendríticas.
São os maiores neurônios o cérebro, em ambos humanos e roedores, os somas medem por volta de 20 μm em comprimento. Os dendritos piramidais normalmente variam em diâmetro de meio micrômetro até alguns micrômetros e em comprimento um único dendrito mede normalmente várias centenas de micrômetros. Devido à ramificação o comprimento total das células pode chegar a alguns centímetros. O axônio pode ser ainda maior e extensivamente ramificado chegando a vários centímetros em comprimento total.

### Dendrito apical
É um dendrito que surge no ápice do soma piramidal da célula. É um único e grosso dendrito que se ramifica diversas vezes conforme a distancia do soma aumenta.

### Dendrito basal
O dendritos basais surgem da base do soma piramidal da célula. A "árvore" de dendritos basais consiste de cinco a três dendritos  primários que se ramificam abundantemente a medida com a qual se